# شناسایی مواد آتش‌زا
شناسایی مواد آتش‌زا (انگلیسی: Detection of fire accelerants) فرآیندی است که یک کارشناس آتش‌نشانی برای تعیین این‌که آیا از مواد آتش‌زا در صحنه آتش‌سوزی استفاده شده است یا خیر استفاده می‌کند. این فرایند ترکیبی از کار میدانی و تجزیه و تحلیل آزمایشگاهی توسط محققان و شیمی‌دانان آتش‌نشانی است.
برای شناسایی تحلیل مواد آتش‌زا هم کار میدانی و هم تجزیه و تحلیل آزمایشگاهی باید انجام شود. این کار به این دلیل است که وقتی از مواد آتش‌زا استفاده می‌شود، فقط باقی‌مانده مایع قابل اشتعال در صحنه باقی می‌ماند، و این وظیفه شیمی‌دان است که این باقی‌مانده‌ها را شناسایی کند و وظیفه بازرسان این است که مشخص کنند آیا آن‌ها به عنوان تسریع‌کننده آتش استفاده شده‌اند یا فقط در شرایط عادی در صحنه بوده‌اند.

## مواد آتش‌زا در مقابل مایع قابل اشتعال

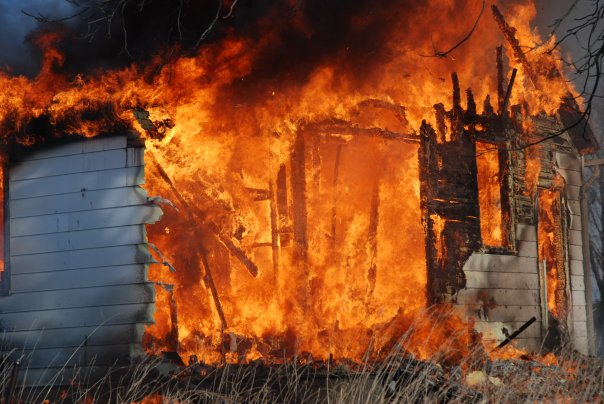
آتش‌سوزی خانه‌ای با استفاده از بنزین به‌عنوان مواد آتش‌زا

متداول است که عبارت‌های مواد آتش‌زا و مایع قابل اشتعال به‌صورت مترادف به‌کار می‌روند. مایع قابل اشتعال مایعی است که وقتی در معرض منبع اشتعال قرار می‌گیرد به‌راحتی مشتعل می‌شود، درحالی‌که ماده آتش‌زا ماده‌ای است که برای افزایش سرعت احتراق برای موادی که به‌راحتی نمی‌سوزند استفاده می‌شود.
مایعات قابل اشتعال همیشه شتاب‌دهنده آتش نیستند، بلکه ممکن است در شرایط عادی در صحنه حضور داشته باشند. بنزین رایج‌ترین شتاب‌دهنده آتش‌سوزی است که استفاده می‌شود، اما به‌دلیل این‌که بنزین سوخت رایجی است، می‌تواند به‌عنوان مایع قابل اشتعال نیز در صحنه حضور داشته باشد. اگرچه مایعات قابل اشتعال رایج‌ترین تسریع‌کننده آتش هستند، اما سایر مواد شیمیایی مانند پروپان یا گاز طبیعی نیز می‌توانند برای تسریع آتش استفاده شوند.
تشخیص استفاده از مواد آتش‌زا در صحنه جرم می‌تواند معین کند که آتش‌سوزی تصادفی بوده یا آتش‌افروزی صورت گرفته است. هنگامی که پرونده‌ای به‌عنوان آتش‌سوزی مشخص می‌شود، تشخیص مواد آتش‌زای آتش دارای ارزش شواهدی می‌شود که در صورت متهم شدن فردی، دادستان می‌تواند در طول محاکمه از آن استفاده کند.

## شناسایی صحنه
تعیین منشأ آتش‌سوزی یکی از اولین کارهایی است که یک کارشناس آتش‌نشانی باید هنگام حضور در صحنه انجام دهد. دلیلش این است که بیشترین احتمال وجود مایع قابل اشتعال باقی‌مانده در منشأ باشد. این منطقی است زیرا مواد آتش‌زا اولین موادی هستند که مشتعل می‌شوند و دمای اشتعال کمتری نسبت به سایر مواد دارند. هنگامی که منشأ مشخص شد، کارشناسان باید تصمیم بگیرند که آیا از مواد آتش‌زا در این صحنه استفاده شده است یا خیر. اغلب اولین و رایج‌ترین راه برای تعیین این‌که آیا از مواد آتش‌زا استفاده شده است، با بازرسی بصری صحنه در منشأ است. یک کارشناس آموزش‌دیده به‌دنبال نشانه‌هایی مانند سوختگی شدید یا الگوهای ریختن مواد برای نشان دادن استفاده از مواد آتش‌زا می‌گردد.